# Какау
Жероніму Марія Барретту Клаудемір да Сілва (порт. Jerônimo Maria Barretto Claudemir da Silva, 27 березня 1981, Санту-Андре), відоміший як Какау (порт. Cacau) — німецький футболіст бразильського походження, нападник.
Чемпіон Німеччини 2007 року у складі «Штутгарта».

## Біографія

### Клубна кар'єра
Кар'єра Какау почалася в бразильському клубі «Насьйональ» (Сан-Паулу), з яким він встиг виграти чемпіонат штату. Потім було ще кілька клубів до тих пір, поки нападник не опинився в «Штутгарті»  у 2003 році. У перший же сезон він чотири рази з'явився на полі в матчах Ліги чемпіонів, але все ж таки частіше залишався на лавці запасних. Вже через рік Какау став другим бомбардиром клубу, на початку того ж сезону була вдала серія Какау в Кубку УЄФА, де той забивав у трьох матчах турніру поспіль. У 2007 році Какау стає одним з ключових гравців команди, а «Штутгарт»  перемагає у Бундеслізі. У тому ж сезоні він допоміг «Штутгарту» вийти у фінал Кубка Німеччини. 

### Кар'єра у збірній
Попри те, що Какау уродженець Бразилії, в цю збірну його ніколи не кликали. Цікаво, що Какау міняв своє громадянство без прицілу на те, щоб грати за збірну. Просто він уже близько десяти років проживав в Німеччині, і так йому було зручніше. Ілюзій з приводу виступів за збірну він не відчував, але в підсумку в 2009 році його запросили в Бундестім. У травні 2009 року головний тренер збірної Німеччини Йоахім Льов включив гравця у заявку на товариські матчі проти команд Китаю та ОАЕ. А у 2010 потрапив у заявку на Чемпіонат Світу в ПАР, де в грі проти збірної Австралії зумів забити гол.

## Досягнення

### Командні
- Бронзовий призер чемпіонату світу: 2010

 «Штутгарт»
- Чемпіон Німеччини: 2007
- Фіналіст Кубка Німеччини: 2007